# Temnitztal
Temnitztal är en kommun i Tyskland, belägen i Landkreis Ostprignitz-Ruppin i förbundslandet Brandenburg, omkring 12 km väster om staden Neuruppin. Kommunen bildades 1997 av tidigare kommunerna Kerzlin, Küdow-Lüchfeld, Rohrlack, Vichel och Wildberg och namnet togs efter vattendraget Temnitz som rinner genom området. Den tidigare kommunen Garz uppgick i Temnitztal 26 oktober 2003. Kommunen Temnitztal förvaltas som del av kommunalförbundet Amt Temnitz gemensamma kommunadministration, vars säte ligger i Walsleben.

## Administrativ indelning
Följande orter i kommunen utgör även administrativa kommundelar (Ortsteile):
- Garz
- Kerzlin
- Küdow-Lüchfeld
- Rohrlack
- Vichel
- Wildberg